# Teigne des pommes
Argyresthia conjugella
Espèce
La Teigne des pommes (Argyresthia conjugella) est une espèce d'insectes lépidoptères de la famille des Argyresthiidae, présente en Eurasie et en Amérique du Nord.

## Description
C'est un  insecte ravageur dont la chenille creuse des galeries dans les fruits de diverses espèces d'arbres de la famille des Rosaceae. Le pommier est une espèce subissant ses dommages.

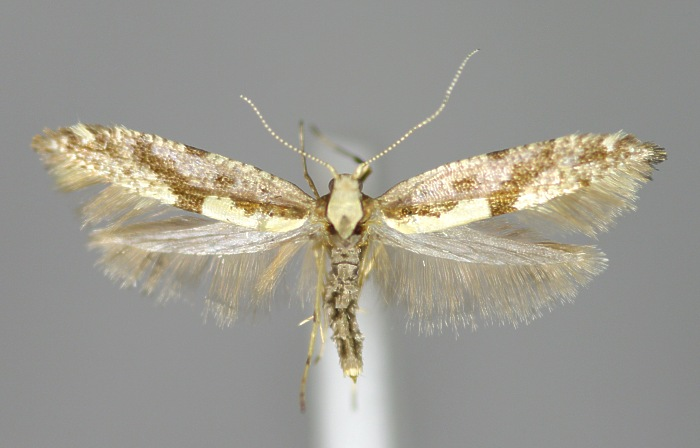
Ailes déployées.

Ces papillons nocturnes sont des prédateurs des graines du sorbier des montagnes (Elameen et al.). Cependant, lorsque les fruits du sorbier viennent à manquer, cette teigne se rabat sur les pommes. Les pommiers ne sont cependant pas leur hôte préféré et elles sont plutôt attirées par les fruits du sorbier qu'elles repèrent à l'odeur (Knudsen et al.).